# Prosoparia
Prosoparia é um gênero de traça pertencente à família Arctiidae.

## Espécies
- Prosoparia anormalis
- Prosoparia funerea
- Prosoparia juno
- Prosoparia marginata
- Prosoparia perfuscaria
- Prosoparia rugosa
- Prosoparia tenebrosa
- Prosoparia turpis[2]